# Muribasidiospora
Muribasidiospora är ett släkte av svampar. Muribasidiospora ingår i familjen Exobasidiaceae, ordningen Exobasidiales, klassen Exobasidiomycetes, divisionen basidiesvampar och riket svampar.
|                  | Exobasidium |
|                  | |
|                  | Austrobasidium |
|                  | |
| Muribasidiospora | \| \| Muribasidiospora celtidis \| \| \| \| \| \| Muribasidiospora hesperidum \| \| \| \| \| \| Muribasidiospora indica \| \| \| \| |
|                  | \| \| Muribasidiospora celtidis \| \| \| \| \| \| Muribasidiospora hesperidum \| \| \| \| \| \| Muribasidiospora indica \| \| \| \| |
|                  | Arcticomyces |
|                  | |
|                  | Endobasidium |
|                  | |
|                  | Laurobasidium |
|                  | |
|                  | Muribasidiospora celtidis |
|                  | |
|                  | Muribasidiospora hesperidum |
|                  | |
|                  | Muribasidiospora indica |
|                  | |

|  | Muribasidiospora celtidis   |
|  |                             |
|  | Muribasidiospora hesperidum |
|  |                             |
|  | Muribasidiospora indica     |
|  |                             |